# Контроль (фильм, 2003)
«Контроль» (венг. Kontroll) — венгерский фильм Нимрода Антала 2003 года. Мировая премьера состоялась 20 ноября 2003 года.

## Сюжет
Всё действие фильма проходит в Будапештском метрополитене, главные герои — группа контролёров в метрополитене. Центральный в фильме персонаж, Булчу, и вовсе не выходит из подземки: днём он работает, а ночью спит на платформе. Но его жизнь меняется с того времени, как появляется таинственный маньяк, толкающий людей под прибывающие на станцию поезда, и в одном из вагонов метро Булчу встречает девушку в костюме медведя.

## Участие в кинофестивалях
В 2004 году фильм стал лауреатом Варшавского кинофестиваля, а также участвовал в программе «Особый взгляд» Каннского кинофестиваля 2004 года.

## В ролях
- Шандор Чани — Булчу
- Золтан Мучи — «Профессор»
- Эстер Балла — Жофи
- Чаба Пиндроч — Муки
- Шандор Бадар — Лесо
- Жолт Надь — Тиби